# Advanced Materials
Advanced Materials — щотижневий рецензований науковий журнал, присвячений матеріалознавству. Він містить повідомлення, огляди та тематичні статті на тему матеріалів з хімії, фізики, нанотехнологій, кераміки, металургії та біоматеріалів.
Advanced Materials був заснований у 1988 році і публікується нині видавництвом Wiley-VCH.
За даними Journal Citation Reports, імпакт-фактор журналу на 2021 рік становить 32,086.

## Історія
Журнал був заснований у 1988 році як додаток до загального хімічного журналу Angewandte Chemie і залишався частиною цього журналу протягом перших 18 місяців його існування. Засновником і головним редактором був Пітер Геліц (на той час редактор Angewandte Chemie). Поточний головний редактор — Джос Лендерс.
Спочатку журнал виходив щомісяця; у 1997 році він перейшов на 15 номерів, у 1998 році – на 18 номерів, у 2000 році – на 24 номери. У 2009 році почав виходити щотижня, 48 випусків на рік. З 2018 року виходить 52 номери на рік.

## Тематика
Журнал публікує статті на наступні теми, та не обмежуючись: матеріалознавство, нанотехнології, рідкі кристали, напівпровідники, оптика, лазери, датчики, пористі матеріали, світловипромінювальні матеріали, кераміка, біологічні матеріали, магнітні матеріали, тонкі плівки, колоїди, матеріали в енергетиці, фотоелектричні пристрої (див. Фотовольтаїка), сонячні елементи, біоматеріали, фотоніка, сегнетоелектрики, мультифероїки, метаматеріали, доставка ліків (див. Наномедицина), терапія раку, тканинна інженерія, візуалізація, самозбірка, ієрархічні матеріали, батареї, суперконденсатори, термоелектрики, полімери, наноматеріали, нанокомпозити, нанотрубки, нанодроти, наночастинки, вуглець, алмаз, фулерени.

## Сестринські журнали.
Оскільки обсяг досліджень у галузі матеріалознавства значно зріс з 1990-х років, кілька журналів було виділено, зокрема:
- Advanced Engineering Materials, 1999
- Advanced Functional Materials, 2001
- Small, 2005
- Advanced Energy Materials, 2011
- Advanced Healthcare Materials, 2012
- Advanced Optical Materials, 2013
- Advanced Materials Interfaces, 2014
- Advanced Electronic Materials, 2015
- Advanced Materials Technologies, 2016
- Small Methods, 2017
- Solar RRL, 2017
- Advanced Therapeutics, 2018
- Advanced Intelligent Systems, 2019

## Реферування та індексування
- Cambridge Structural Database (Cambridge Crystallographic Data Centre)
- CAS: Chemical Abstracts Service (ACS)
- Chemical Abstracts Service/SciFinder (ACS)
- Chimica Database (Elsevier)
- COMPENDEX (Elsevier)
- Current Contents: Engineering, Computing & Technology (Clarivate Analytics)
- Current Contents: Physical, Chemical & Earth Sciences (Clarivate Analytics)
- ENERGY (FIZ Karlsruhe)
- INIS: International Nuclear Information System Database (IAEA)
- Journal Citation Reports/Science Edition (Clarivate Analytics)
- MEDLINE/PubMed (NLM)
- Polymer Library (iSmithers RAPRA)
- Reaction Citation Index (Clarivate Analytics)
- Science Citation Index (Clarivate Analytics)
- Science Citation Index Expanded (Clarivate Analytics)
- SCOPUS (Elsevier)
- TEMA: Technik und Management (WTI-Frankfurt eG)
- The RECAL Legacy (National Centre for Prosthetics & Orthodontics)
- VINITI (All-Russian Institute of Science & Technological Information)
- Web of Science (Clarivate Analytics)